# Richard Mercado
Richard Luis Mercado Corozo (Esmeraldas, Provincia de Esmeraldas, Ecuador, 20 de diciembre de 1986) es un futbolista ecuatoriano. Juega como delantero centro y su equipo actual es Honduras Progreso de la Liga Nacional de Honduras.

## Clubes
| Club                        | País                 | Año           |
| --------------------------- | -------------------- | ------------- |
| El Nacional                 | Ecuador              | 2006 - 2007   |
| FBC Melgar                  | Perú                 | 2008          |
| Manta F. C.                 | Ecuador              | 2009          |
| Deportivo Azogues           | Ecuador              | 2009          |
| Independiente del Valle     | Ecuador              | 2010          |
| C. D. Técnico Universitario | Ecuador              | 2010          |
| Deportivo Quevedo           | Ecuador              | 2011          |
| Mushuc Runa                 | Ecuador              | 2011          |
| Montevideo Wanderers        | Uruguay              | 2011 - 2013   |
| Deportivo Olmedo            | Ecuador              | 2014 - 2015   |
| Universitario de Sucre      | Bolivia              | 2015 - 2016   |
| C. A. Pantoja               | República Dominicana | 2016 - 2017   |
| Villa Española              | Uruguay              | 2017          |
| Liga de Portoviejo          | Ecuador              | 2018          |
| C. D. Águila                | El Salvador          | 2019          |
| Rocha                       | Uruguay              | 2020          |
| Guayaquil                   | Ecuador              | 2021          |
| Honduras Progreso           | Honduras             | 2022-Presente |